# Какмож (село)
Какмож — село в Вавожском районе Удмуртии. Административный центр Какможского сельского поселения.

## География
Село находится на западе республики, на расстоянии примерно 9 км (по прямой) к северо-западу от посёлка Вавож, административного центра района.

### Часовой пояс
Село Какмож, как и вся Удмуртия, находится в часовой зоне МСК+1. Смещение применяемого времени относительно UTC составляет +4:00.

## Население
| 2010 | 2012  |
| ---- | ----- |
| 1481 | ↘1439 |

### Национальный состав
Согласно результатам переписи 2002 года, в национальной структуре населения русские составляли 66 %, удмурты — 33 % из 1519 чел.

## Улицы
| - пер. Бродный, - ул. Верхняя, - ул. Восточная, - ул. Гагарина, - ул. Дружбы, - ул. Западная, - ул. Заречная, - ул. Земляничная, | - ул. Клубная, - ул. Красная, - ул. Лесная, - ул. Луговая, - ул. Мира, - ул. Можгинская, - ул. Молодёжная, - ул. Нагорная, | - ул. Новая, - ул. Парковая, - ул. Песочная, - ул. Пионерская, - ул. Подлесная, - ул. Поселковая, - ул. Поточная, - ул. Речная, | - ул. Садовая, - ул. Свободы, - пер. Северный, - ул. Станционная, - ул. Торфяная, - ул. Школьная, - ул. Юбилейная, - пер. Южный. |